# Мішарський діалект
Мішарський діалект (західний) татарської мови є одноманітнішим, зберіг більше стародавніх рис, меншою мірою схильний до зовнішніх впливів і змін, говори його стикалися з меншим числом інших мов (з російською і мордовською). Взаємна близькість мішарських говорів пояснюється також відносно пізнім розселенням мішарів (починаючи з кінця XVI ст), що відбувалося у зв'язку зі створенням царським урядом так званих захисних (засічних) ліній.

## Говори

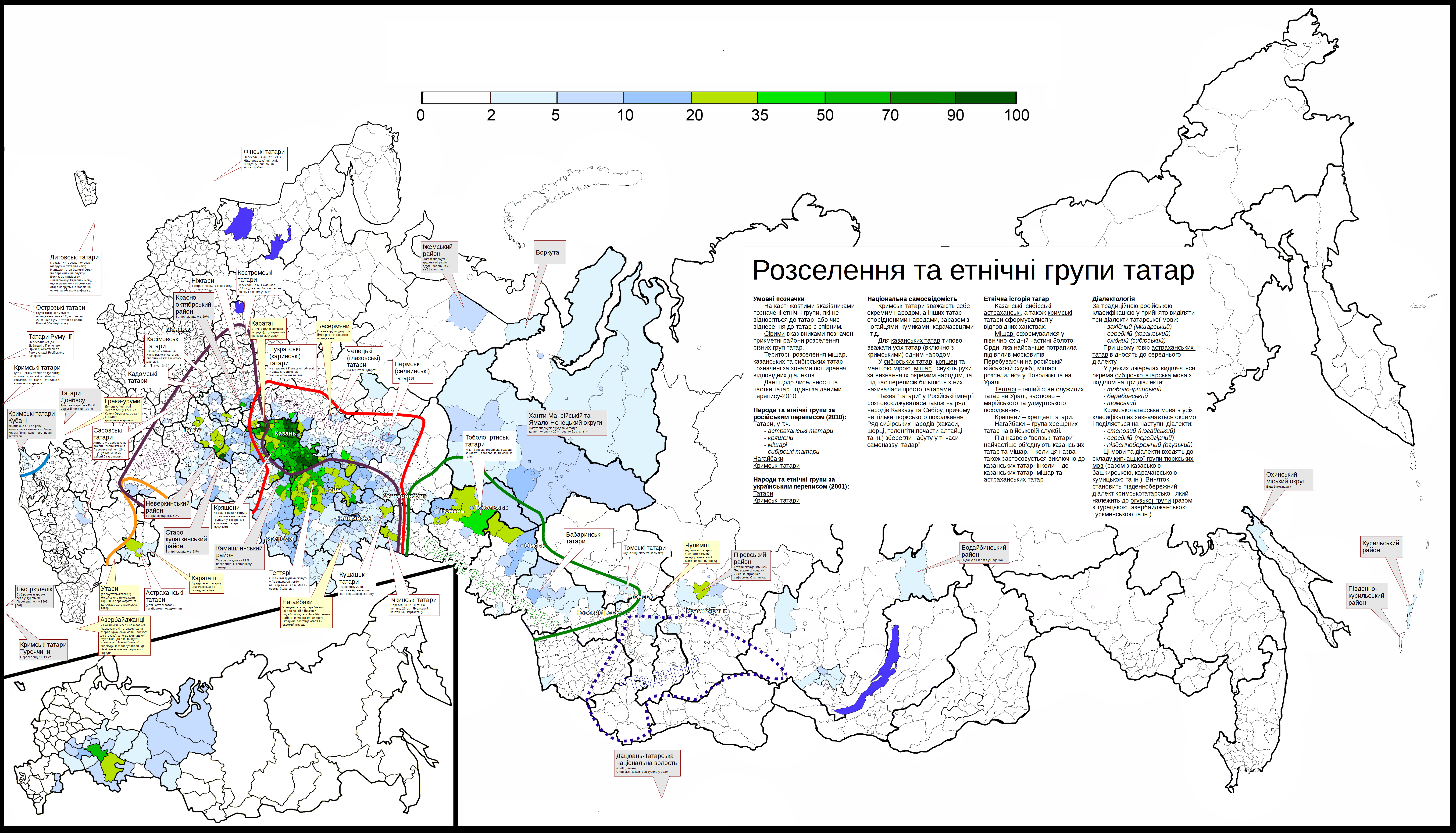
Етнічні групи татар та діалекти татарської мови

Мішарський діалект розпадається на дві великі групи говорів: що ч-окає і ц-окає. Кожній з цих груп властиві деякі специфічні особливості в області фонетики, граматики та лексики. Говори, що входять до складу цих груп, досить близькі між собою і виділяються іноді швидше по територіальних ознаках, чим по лінгвістичних.
До ч-окаючої групи мішарських говоров відносяться: темниковський і лямбірський (Мордовія), кузнецький (Пензенська область), хвалинський і мелекеський (Ульяновська область), мордва-каратаєвський (Татарстан). До цієї ж групи відноситься говір мішарів Оренбурзької області. Ц-окаючу групу мішарських говорів складають: сергацький (Нижньогородська область), дрожжановський (Татарстан і Чувашія), байкибашевський (Башкортостан).
Чистопільський говір (Татарстан) — змішаний: сюди в XVII ст. були переселені представники обох груп мішарів; говір їх ще не зазнав повної нівеляції.

## Фонетичні процеси
Провідні фонетичні процеси переважної більшості говорів мішарського діалекту, що відрізняють його від середнього діалекту, так і від літературної мови, такі:
- вживання неогубленого а у всіх позиціях: bala, al, arba;
- наявність в деяких говорах різних варіантів дифтонгоїдів uo—uo, üe—üe (в першому складі слова), ıo—ıo, eö—öe: düert -düert;
- для деяких говорів характерно ослаблення губної артикуляції, доходяче іноді до повної делабіалізації: ul-ol-ıol-ıl (син);
- монофтонгізація дифтонгів в окремих позиціях: ü—öy;
- вживання задньоязичних k, g, x замість задньоязичних q, ğ, x1 літературної мови та середнього діалекту;
- відпадання початкового ğ в арабських словах: alim—ğälim, adät—ğadät;
- постійне й-оканіє на початку слів: yir—cir, yort—yort;
- групі говорів притоманне ç>ts: tsäts—çäç;
- в мишарських говорах звуки ç и c, як правило — аффрикати (проти щільових в літературній).

## Особливості морфології
У плані граматики мішарський діалект також достатньо одноманітний, переважна більшість його особливостей характерна для всіх або майже всіх його говорів і відноситься, головним чином, до системи дієслова:
- утворення прислівників часу за допомогою характерних слів qata и ozon: tön qata — (літер.) tön buyı (всю ніч), kön özön — kön buyı (весь день);
- висловлювання бажання, за допомогою особливої конструкції, що складається з архаїчного імені дії на -ğı/-ge + keli (barğım keli — мені хочеться пійти) або імені дії на -ma/mä + keli (barma kelim — я збираюсь пійти), рідше інфінітив на -ırğa/-ergä + keli (barırğa kelim — я хочу, збираюсь пійти). Перше поєднання відповідає літературному-ası/-äse + kilä (barasım kilä), друге — літературному -maqçı/mäkçe bulu (barmaqçı bulam). В ряді говорів конструкція типу -ğı keli вживається в обох значеннях;
- збереження стародавнішої форми дієслів 3-го обличчя однини теперішнього часу дійсного способу на -dır: ul kiläder — (літер.) ul kilä (він ідт);
- вираз багатократності дії за допомогою афіксу -ğala/gälä, -ıştır/-eşter: aşqala — aşaştırğala (їси помалу або їси час від часу).

Слід зазначити також часте і постійне вживання зменшувального афікса -uq/-ük при скорочених іменах власних: Xaluq — Xalifä, Xayruq — Xayrulla.
Крім того, в деяких говорах в 1-й і 2-й особі однини та множини минулого-теперішнього часу дійсного способу утворюється на основі дієприслівника на - ıp/-ep: barıpmın — (літер.) barğanmın (я ходив). У частині говорів збереглися стародавні форми 2-го обличчя однини наказового нахилу на -ğın/-gen (barğın — (літер.) bar) і дієприкметника на -daç, але тільки в певних поєднаннях: kilen buldaçı (що є невісткою), qoda buldaç (що є сватом).